# Luuq
Luuq este un oraș din Somalia.

## Climă
| Date climatice pentru Luuq | Date climatice pentru Luuq | Date climatice pentru Luuq | Date climatice pentru Luuq | Date climatice pentru Luuq | Date climatice pentru Luuq | Date climatice pentru Luuq | Date climatice pentru Luuq | Date climatice pentru Luuq | Date climatice pentru Luuq | Date climatice pentru Luuq | Date climatice pentru Luuq | Date climatice pentru Luuq | Date climatice pentru Luuq |
| Luna                       | Ian                        | Feb                        | Mar                        | Apr                        | Mai                        | Iun                        | Iul                        | Aug                        | Sep                        | Oct                        | Nov                        | Dec                        | Anual                      |
| -------------------------- | -------------------------- | -------------------------- | -------------------------- | -------------------------- | -------------------------- | -------------------------- | -------------------------- | -------------------------- | -------------------------- | -------------------------- | -------------------------- | -------------------------- | -------------------------- |
| Maxima medie °C (°F)       | 38.6 (101,5)               | 39.6 (103,3)               | 40.5 (104,9)               | 38.3 (100,9)               | 36.0 (96,8)                | 35.0 (95)                  | 33.5 (92,3)                | 33.8 (92,8)                | 36.0 (96,8)                | 37.1 (98,8)                | 37.5 (99,5)                | 37.8 (100)                 | 36,98 (98,56)              |
| Media zilnică °C (°F)      | 31.5 (88,7)                | 32.3 (90,1)                | 33.2 (91,8)                | 31.8 (89,2)                | 30.3 (86,5)                | 29.5 (85,1)                | 28.2 (82,8)                | 28.2 (82,8)                | 29.6 (85,3)                | 30.5 (86,9)                | 30.5 (86,9)                | 30.5 (86,9)                | 30,51 (86,91)              |
| Minima medie °C (°F)       | 23.8 (74,8)                | 24.5 (76,1)                | 25.3 (77,5)                | 25.0 (77)                  | 24.8 (76,6)                | 23.8 (74,8)                | 23.1 (73,6)                | 22.6 (72,7)                | 23.5 (74,3)                | 23.7 (74,7)                | 23.7 (74,7)                | 23.0 (73,4)                | 23,9 (75,02)               |
| Precipitații mm (inches)   | 1.0 (0.039)                | 1.0 (0.039)                | 18.0 (0.709)               | 82.0 (3.228)               | 52.0 (2.047)               | 2.0 (0.079)                | 2.0 (0.079)                | 1.0 (0.039)                | 3.0 (0.118)                | 48.0 (1.89)                | 50.0 (1.969)               | 12.0 (0.472)               | 272 (10,71)                |
| Sursă: Luuq Climate        |                            |                            |                            |                            |                            |                            |                            |                            |                            |                            |                            |                            |                            |